# Dalodesmidae
Dalodesmidae (лат.) — семейство двупарноногих многоножек (Diplopoda) из отряда Polydesmida. Около 250 видов (или 340). Встречаются в Южном Полушарии: Австралия (более 100 видов), Мадагаскар, Новая Каледония, Новая Зеландия, Южная Африка (ЮАР, Мозамбик), юг Южной Америки (Чили, юг Бразилии).

## Описание
Тело состоит из 19—21 сегментов (у ювенильных особей меньше). Дорсальная бороздка отсутствует. Голова крупная и округлая; глаз нет. Телоподы выглядят как обычные ноги.

## Систематика
Одно из крупных семейств отряда двупарноногих многоножек Polydesmida: 55 родов и около 250 видов. Близки к небольшому семейству Vaalogonopodidae Verhoeff, 1940 (где всего 3 рода и 8 видов) вместе с которым образуют подотряд Dalodesmidea Hoffman, 1980. Таксономия группы основана, главным образом, на структуре гонопод самцов.
- Atalopharetra Mesibov, 2005
- Atrophotergum Mesibov, 2004
- Bromodesmus Mesibov, 2004
- Dalodesmus
- Dasystigma Mesibov, 2003
- Dysmicodesmus Mesibov, 2010
- Gasterogramma Jeekel, 1982
- Gephyrodesmus Jeekel, 1983[10]
- Ginglymodesmus  Mesibov, 2005[9]
- Lissodesmus  Chamberlin, 1920[10]
- Orthorhachis  Jeekel, 1985
- Paurodesmus  Chamberlin, 1920
- Queenslandesmus  Verhoeff, 1924
- Setoisenoton  Mesibov, 2010
- Sphaerotrichopus  Attems, 1911
- Tasmaniosoma Verhoeff, 1936[11]
- Tasmanodesmus Chamberlin, 1920
- Tasmanopeltis Mesibov, 2006
- Tongodesmus
- Trematocaffrus
- Trienchodesmus
- Tsagonus
- Tubercularium
- Tzitzikamina
- Vanhoeffenia
- Victoriombrus Mesibov, 2004
- Другие роды